# 梅多克罗夫特岩棚
梅多克罗夫特岩棚（英語：Meadowcroft Rockshelter）是位于美国宾西法尼亚州华盛顿县阿韦拉（Avella）附近的一处考古遗迹。该遗迹是位于峭壁下的岩棚，可以俯瞰克罗斯溪（Cross Creek，俄亥俄河的支流），地处匹兹堡西南偏西方向约36英里（58公里）处。遗迹里包括一座博物馆及18世纪的村落，由海因茨历史中心（Heinz History Center）运营。遗迹中的人工制品显示此处自16000年前的古印第安时期就已有人类足迹。
2005年梅多克罗夫特岩棚被评为美国国家历史名胜。同时这里亦为华盛顿县历史与名胜基金会（Washington County History & Landmarks Foundation）的公共历史名胜。